# Ysbrand van der Werf
Ysbrand Douwe van der Werf (Groningen, 1971) is een Nederlands neurowetenschapper.

## Levensloop
Van der Werf promoveerde in 2000 aan de Graduate School of Neurosciences Amsterdam. Hierna deed hij een postdoc bij het Montreal Neurological Institute, wat onderdeel is van de McGill-universiteit. 
In 2003 keerde hij terug naar Amsterdam om onderzoek te doen voor het Nederlands Herseninstituut van de KNAW. Daarnaast ontwikkelde hij zich als universitair docent bij de afdeling Anatomie en Neurowetenschappen van het Amsterdam UMC. Later werd hij bij deze afdeling ook universitair hoofddocent en sinds 2018 bleef hij betrokken bij de afdeling als hoogleraar Functionele Neuroanatomie.

## Onderzoek
Van der Werf leidt samen met Odile van den Heuvel het team Neuropsychiatrie van de afdeling Anatomie en Neurowetenschappen van het Amsterdam UMC. Hier richt hij zich op de gevolgen van ongebruikelijke slaappatronen op de gezondheid, bijvoorbeeld in het geval van slaapgerelateerde aandoeningen zoals narcolepsie. Hij maakt gebruik van diverse methoden om het brein in kaart te brengen zoals functionele MRI en elektro-encefalografie. Daarnaast onderzoekt hij diverse typen interventies om slaapgerelateerde aandoeningen te verhelpen, zoals cognitieve gedragstherapie. 
Naast zijn werk voor Amsterdam UMC is Van der Werf voorzitter van de Nederlandse Vereniging voor Slaap- en Waakonderzoek (NSWO) en bestuurslid van de internationale Assembly of National Sleep Societies. 

## In de media
Het populair-wetenschappelijke boek Iedereen Slaapt: Alles Wat We Willen Weten Over Onze Nachtrust|Iedereen slaapt: alles wat we willen weten over onze nachtrust uit 2016 is van de hand van Van der Werf. Met dit boek verscheen hij onder andere op NPO Radio 2.